# أعراف الروبوتات
هناك العديد من الأعراف التي تستخدم في مجال البحث عن الروبوتات. ويلخص هذا المقال هذه الأعراف والتقاليد.

## خط التمثيلات
تعتبر الخطوط أمرًا مهمًا جدًا في مجال الروبوتات لأنها:
- تشكل محاور مشتركة: ويجعل هذا الالتفاف المشترك دوران أي جهاز جامد متمركز حول خط محوره والمنشور المشترك يجعل الجهاز الجامد والمتصل يترجم على طول خط محوره.
- كما تتشكل الأسطح من حواف أشياء متعددة ، ويستخدمها العديد من المصممين في المهام المختلفة أو في نماذج ووحدات معالجة الاستشعار.
- وكما أنهم في غاية الضرورة والاحتياج عند حساب أقصر مسافة بين الروبوتات والمعوقات التي تعوقه

## إحداثيات المتجه غير الحد الأدنى
الخط {\displaystyle L(p,d)} يُعرف بشكل كامل بأنه مجموعة مرتبة تتكون من متجهين:
- نقطة المتجه {\displaystyle p}، وتشير إلى موضع نقطة التحكم على {\displaystyle l}.
- ومتجه واحد في الاتجاه الحر هو {\displaystyle d}، مع إعطاء اتجاه الخط مثل الاستشعار.

كل نقطة {\displaystyle x} على الخط تعطى قيمة قياسية {\displaystyle t} التي ترضي:
{\displaystyle x=p+td}. القياس تي هو واحد فريد من {\displaystyle p} و {\displaystyle d} المختاران.
والتمثيل {\displaystyle L(p,d)} ليس الحد الأدنى، وذلك لأنه يستخدم ستة معايير وقياسات لأربع درجات فقط من الحرية.
 ويتم تطبيق اثنين من المعوقات هما كما يلي:
- ومتجه الاتجاه {\displaystyle d} يمكن أن يتم اختياره ليكون متجه وحدة
- ونقطة المتجه {\displaystyle p}يمكن أن تكون مختارة لتكون نقطة على الخط والتي تكون أقرب من الأصل. لذلك فإن {\displaystyle p}تكون متعامدة على {\displaystyle d}

### تنسيقات بلوكر
قد قدم كلٌ من أرثر كاليلي (Arthur Cayley) ويوليوس بليكر (Julius Plücker) تمثيلاً بديلاً يستخدم اثنين من المتجهات الحرة. وقد تمت تسمية هذا التمثيل في نهاية الأمر بليكر (Plücker).

 وتمثيل بليكر من خلال الرمز {\displaystyle L_{pl}(d,m)}. وكلٌ من {\displaystyle d} و {\displaystyle m} هما متجهات حرة: ويمثل {\displaystyle d} اتجاه الخط وتمثل {\displaystyle m} لحظة {\displaystyle d} حول أصل المرجع. .{\displaystyle m=p\times d} ({\displaystyle m} هي استقلال نقطتها {\displaystyle p} على الخط المختار).

وميزة تنسيقات بليكر هي أنها متجانسة.

وتنسيقات الخط عند بليكر له أربعة معايير ومقاسات مستقلة من ستة، لذلك فهو ليس الحد الأدنى للتمثيل. وهناك اثنان من المعوقات على التنسيقات الستة لبليكر هما
- تجانس القيد أو المعوق
- تعامد القيد أو المعوق

## تمثيل خط الحد الأدنى
وتمثيل الخط هو الحد الأدنى في حالة استخدامه المقاييس الأربعة والتي تكون هي الحد الأدنى المطلوب لتمثيل كل الخطوط الممكنة في الفضاء الإقليدي.(E³) ).

### إحداثيات خط دينافيت- هارتينبرج
قدم كلٌ من جيكوس دينافيت (Jaques Denavit) وريتشارد هارتينبرج (Richard S. Hartenberg) أو تمثيل للحد الأدنى للخط والذي يتم استخدامه الآن على نطاق واسع. وكان المفهوم الحسابي الرئيسي هو المفهوم الطبيعي العام والشائع بين الخطين وقد سمح وأتاح لدينافيت (Denavit) وهارتينبرج (Hartenberg) بإيجاد تمثيل الحد الأدنى. ويستخدم المهندسون أعراف وتقاليد دينافيت وهارتينبرج (دي –إتش) لمساعدتهم في وصف مواضع الروابط و الروابط غير الغامضة. ويحصل كل رابط على نظام إحداثي. وهناك عدد قليل من القواعد التي تعتبر في اختيار نظام إحداثي:
1. ومحور {\displaystyle z}هو في اتجاه المحور المشترك.
2. 2- ومحور{\displaystyle x} هو موازٍ للطبيعي العام: {\displaystyle x_{n}=z_{n}\times z_{n-1}}
ولو لم يكن هناك محور أو اتجاه طبيعي عام وحيد ( محاور {\displaystyle z} متوازية)، ثم {\displaystyle d} (أسفل) وهي قياس حر.
3. والمحور {\displaystyle y} يتبع من المحور {\displaystyle x}- والمحور {\displaystyle z} من خلال اختياره ليكون الأيمنفي ثلاثة أبعاد.

وبمجرد أن تكون إطارات التنسيق محددة فإن ناقلات الرابط الداخلي يتم وصفها بشكل فريد من خلال المعايير الأربعة والقياسات التالية:
- {\displaystyle \theta \,}: زاوية حول {\displaystyle z} من القديمة {\displaystyle x}إلى الجديدة {\displaystyle x}
- {\displaystyle d\,}: الإزاحة على طول {\displaystyle z}السابق إلى الطبيعي العام
- {\displaystyle r\,}: وطول الطبيعي العام (أكا {\displaystyle a} ولكن لو تم استخدام هذه الملاحظة، لا تتداخل مع {\displaystyle \alpha }). وبافتراض الملفوف والمشترك، وهذا هو نصف القطر حول السابق {\displaystyle z}.
- {\displaystyle \alpha \,}:وهي زاوية حول الطبيعي العام ، من المحور القديم {\displaystyle z} إلى المحور الجديد {\displaystyle z}

### إحداثيات خط هييتي روبرتس
ويشار إلى تمثيل خط هييتي روبرتس في المعادلة {\displaystyle L_{hr}(e_{x},e_{y},l_{x},l_{y})}, وهو تمثيل خط الحد الأدنى الآخر، مع المقاييس:
- &وكلٌ من {\displaystyle e_{x}} and {\displaystyle e_{y}}و{\displaystyle Y}هما مركبات لمحور اتجاه الوحدة {\displaystyle e}على الخط. وهذا المطلب يزيل الحاجة إلى مركب {\displaystyle Z}, لأن {\displaystyle e_{z}=(1-e_{x}^{2}-e_{y}^{2})^{\frac {1}{2}}}
- وكلٌ من {\displaystyle l_{x}}و{\displaystyle l_{y}}هما إحداثيات نقطة التعليمات للخط مع مستوى الخط ويكن هذا من خلال أصل إطار مرجع العالم, وهو الأمر الطبيعي لهذا الخط. وإطار المرجع على هذا المستوى الطبيعي له نفس الأصل كإطار لمرجع العالم، كما في محاور الإطارين {\displaystyle X}و {\displaystyle Y}وهما عبارة عن صورة للمحاور إطار العالم {\displaystyle X}و{\displaystyle Y}وذلك يتم من خلال عملية الإسقاط المتوازي بطول الخط.

وهذا التمثيل هو تمثيل فريد من نوعه لخط له اتجاه معين. والمميزات الفردية لهذا الإحداثي تختلف عن المميزات الفردية ل (دي إتش): والذي يتمتع بمميزات فردية لو أن الخط أصبح موازيًا لمحاور إطار العالم. إما ل{\displaystyle X}أو{\displaystyle Y}

## وصلات خارجية
- Denavit Hartenburg Convention Computational Software, Wolfram.com 'Math Source' Author: Jason Desjardins 2002